# Lijst van Spaanse wijnroutes

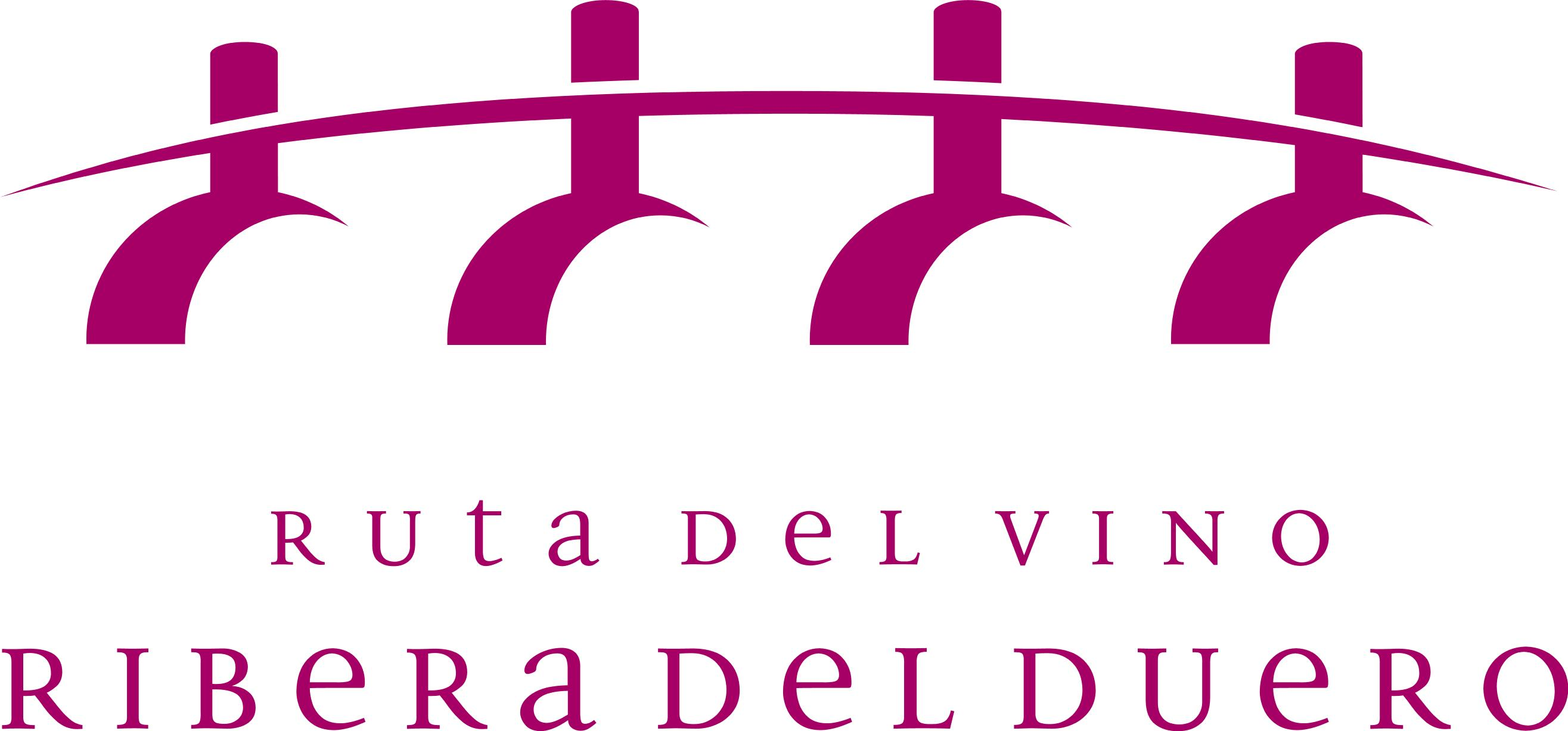
Wijnroute Ribera del Duero

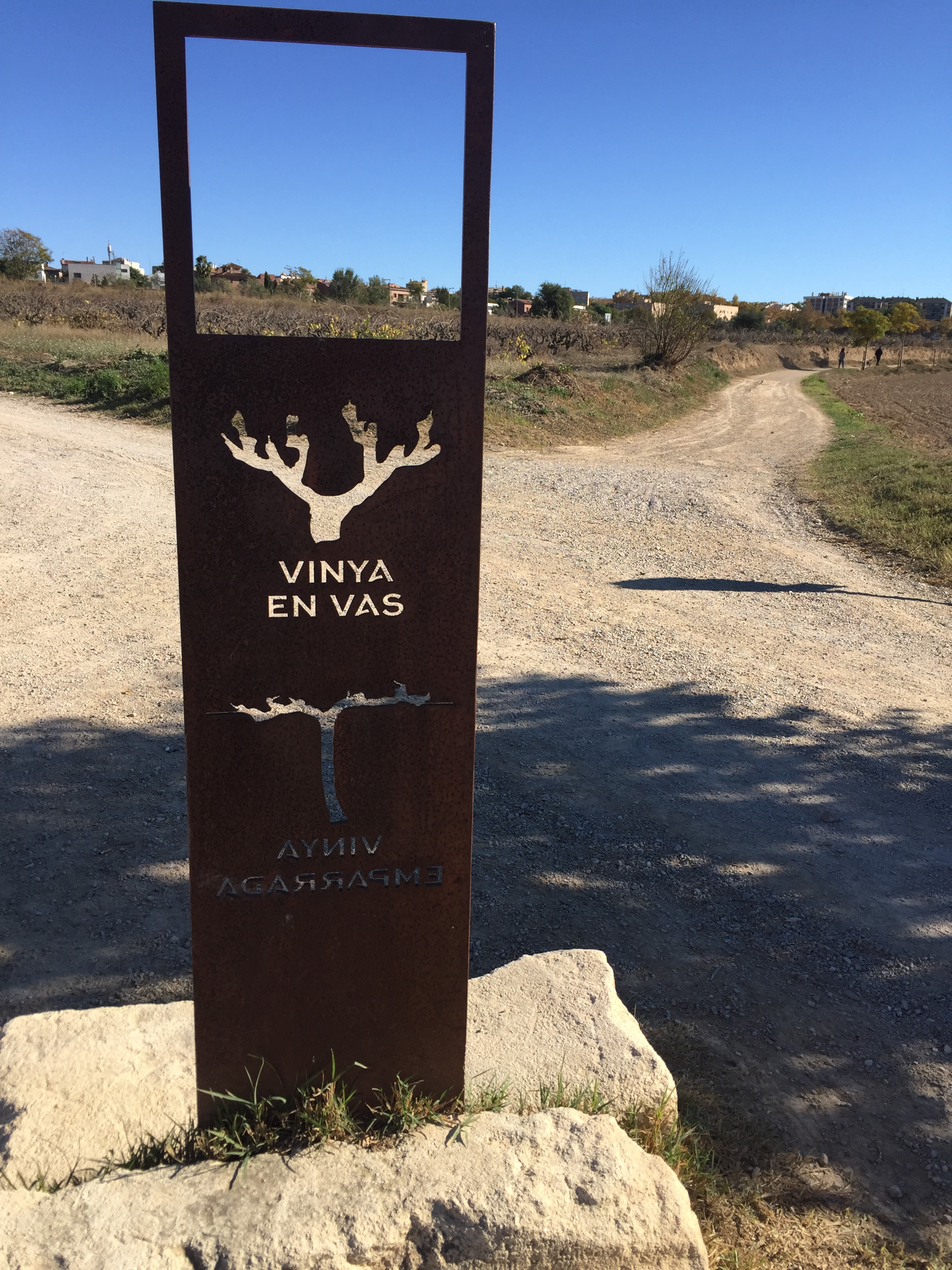
Wijnroute Penedès

Hieronder volgt een lijst van wijnroutes in Spanje. 
De Spaanse wijnroutes (Spaans: Ruta del vino, Catalaans/Valenciaans: Ruta del vi, Galicisch: Ruta do Viño, Baskisch: Ardoaren Ibilbidea) zijn bewegwijzerde toeristische autoroutes in een specifiek Spaans wijnbouwgebied. De routes lopen door wijngaarden en langs wijnhuizen (bodega's). De officiële wijnroutes worden beheerd door de Asociación Española de Ciudades del Vino (ACEVIN). Het gaat om volgende routes:
- Ruta del Vino de Alicante [2][3]
- Ruta del Vino de Almansa [4]
- Ruta del Vino de Arlanza [5]
- Ruta del Vino de Arribes [6]
- Ruta del Vino de El Bierzo [6]
- Ruta del Vino de Bullas [7]
- Ruta del Vino de Calatayud [8]
- Ruta del Vino de Campo de Cariñena [9]
- Ruta del Vino Cigales [10]
- Ruta del Vino de la Garancha [11]
- Ruta del Vino de Gran Canaria [12]
- Ruta del Vino de Jumilla [13]
- Ruta del Vino de La Mancha [14]
- Ruta del Vino/Ruta del Vi de Lleida  [15]
- Ruta del Vino Madrid [16][17]
- Ruta del Vino y el brandy Marco de Jerez [18][19]
- Ruta del Vino La Manchuela [20]
- Ruta del Vino Méntrida-Toledo [21][22]
- Ruta del Vino Montilla-Moriles [23]
- Ruta del Vino de Navarra/Nafarroako ardoaren bideak [24]
- Ruta del Vino/Ruta del Vi Penedès [25]
- Ruta del Vino/Ruta do Viño Rias Baixas [26]
- Ruta del Vino/Ruta do Viño Valdeorras [27][28]
- Ruta del Vino/Ruta do Viño Ribeira Sacra[27]
- Ruta del Vino/Ruta do Viño Monterrei[27]
- Ruta del Vino de Ribera del Duero [29][30][31]
- Ruta del Vino y cava Ribera del Guadiana [32]
- Ruta del Vino de Rioja Alavesa/Arabar Errioxa Ardoaren Ibilbidea [33]
- Ruta del Vino de Rioja alta [34]
- Ruta del Vino Rioja Oriental [35]
- Ruta del Vino de Ronda y Málaga [36]
- Ruta del Vino de Rueda [37][38]
- Ruta del Vino Sierra de Francia[39][40]
- Ruta del Vino Somontano [41][42]
- Ruta del Vino de Toro [43][44]
- Rutas del Txakolí/Txakolin Ibilbidea [45]
- Ruta del Vino Utiel-Requena [46][47][48]
- Ruta del Vino de Valdepeñas [49][50]
- Ruta del Vino de Yecla [51][52]